# Bértiz-Arana
Bértiz-Arana (oficialmente en euskera: Bertizarana) es un municipio de la Comunidad Foral de Navarra, situado en la Merindad de Pamplona, en España y a 50 km de la capital de la comunidad, Pamplona. Su población en 2024 fue de 654 habitantes (INE).
El municipio está compuesto por 3 concejos: Legasa, Narvarte (capital) y Oyeregui y 7 lugares habitados: Ceberia, Legasa, Santa Leocadia, Narvarte, Tipúlaz, Oyeregui y Señorío de Bértiz.

## Toponimia
Bertizarana, quiere decir el valle de Bértiz en euskera; de Bertiz + (h)aran (valle) + -a (artículo).
El municipio recibe su nombre del Señorío de Bértiz, que se encuentra enclavado dentro de sus límites, ocupando la mayor parte del término municipal. El Señorío de Bértiz es actualmente un parque natural.
La primera referencia de propiedad del Señorío se remonta al año 1392. Su titular era Pedro Miguel Bértiz, que fue nombrado merino de las montañas, juez de amplia jurisdicción, por el rey Carlos III de Navarra. El señorío estuvo en manos de la antigua familia Bértiz hasta el siglo XIX.

## Símbolos

### Escudo
El escudo de armas de Bértiz-Arana tiene el siguiente blasón:

Trae de azur, una sirena con un espejo en la mano derecha y un peine en la izquierda, sobre ondas de plata y azur. La sirena flanqueada por dos cirios encendidos.

Simboliza este blasón la persuasión y elocuencia de los embajadores. Así explica Julio Altadill su origen: 

...En 1421, Micheto de Bértiz, escudero, acompañó, por encargo de Carlos III el Noble, a los embajadores de los reyes de Francia e Inglaterra y del duque de Borgoña, que vinieron a Navarra. La ocasión era crítica y las luchas arreciaban. El rey don Carlos III, como príncipe de la sangre, estaba llamado a intervenir en la contienda, pero escarmentado de casos semejantes, rehusó mezclarse en tales pendencias y apeló sin duda, para salir airoso del paso, a los buenos oficios y persuasiva elocuencia del señor de Bértiz; y que no quedó fallida la confianza depositada en él, se demuestra por su blasón.

## Geografía
Integrado en la comarca de Alto Bidasoa, la capital municipal, Narvarte, se sitúa a 43 kilómetros de Pamplona. El término municipal está atravesado por la carretera N-121-A (Pamplona - Irún) y por carreteras locales que permiten la comunicación dentro del municipio y con los vecinos de Baztán y Santestesban. 
| Noroeste: Sunbilla             | Norte: Etxalar          | Nordeste: Baztán |
| Oeste: Santesteban y Donamaria |                         | Este: Baztán     |
| Suroeste: Donamaria            | Sur: Donamaria y Baztán | Sureste: Baztán  |

El relieve del municipio está definido por el valle de Bertizarana, formado por el río Bidasoa y algunos arroyos tributarios, y por las montañas que lo circundan. En su territorio se encuentra el Parque Natural Señorío de Bértiz. La altitud oscila entre los 1059 metros al suroeste y los 130 metros a orillas del Bidasoa. La capital municipal se alza a 138 metros sobre el nivel del mar. 

## Demografía
Bértiz-Arana cuenta con una población de 654 habitantes (INE 2024).
| Gráfica de evolución demográfica de Bertizarana entre 1857 y 2021 |
| |
| Población de derecho según los censos de población del INE Población de hecho según los censos de población del INEEn estos censos se denominaba Bértiz-Arana: 1857, 1860, 1877, 1887, 1897, 1900, 1910, 1920, 1930, 1940, 1950, 1960, 1970 y 1981 Entre el censo de 1857 y el anterior, aparece este municipio porque cambia de nombre el municipio 315088 (Navarte) |

### Distribución de la población
El municipio se divide en las siguientes entidades de población, según el nomenclátor de población publicado por el INE (Instituto Nacional de Estadística). Los datos de población se refieren a 2014
| Entidad de Población | Población (2014) |
| -------------------- | ---------------- |
| Ceberia              | 3                |
| Legasa               | 247              |
| Santa Leocadia       | 4                |
| Narvarte             | 267              |
| Tipúlaz              | 17               |
| Oyeregui             | 59               |
| Señorío de Bertiz    | 5                |

## Administración y política
| Partido político                                            | 2019  | 2019       | 2015  | 2015       | 2011  | 2011       | 2007  | 2007       | 2003  | 2003       | 1999  | 1999       | 1995  | 1995       | 1991  | 1991       |
| Partido político                                            | %     | Concejales | %     | Concejales | %     | Concejales | %     | Concejales | %     | Concejales | %     | Concejales | %     | Concejales | %     | Concejales |
| Euskal Herria Bildu (EH Bildu)-Bildu                        | 77,78 | 7          | 67,12 | 7          | 58,00 | 4          | —     | —          | —     | —          | —     | —          | —     | —          | —     | —          |
| Bertizarana Elkartea (BE)                                   | —     | —          | —     | —          | 39,14 | 3          | 52,73 | 4          | 86,46 | 7          | 52,32 | 4          | —     | —          | —     | —          |
| Bertizarana Bai (BB)                                        | —     | —          | —     | —          | —     | —          | 26,49 | 2          | —     | —          | —     | —          | —     | —          | —     | —          |
| Eusko Abertzale Ekintza-Acción Nacionalista Vasca (EAE-ANV) | —     | —          | —     | —          | —     | —          | 18,18 | 1          | —     | —          | —     | —          | —     | —          | —     | —          |
| Agrupación de Electores Bertizarana (AEB)                   | —     | —          | —     | —          | —     | —          | —     | —          | —     | —          | 45,97 | 3          | 51,36 | 4          | 57,30 | 4          |
| Eusko Alkartasuna (EA)                                      | —     | —          | —     | —          | —     | —          | —     | —          | —     | —          | —     | —          | 44,57 | 3          | 38,29 | 3          |